# Moord op Blonde Dolly
Blonde Dolly, bijnaam van Sebilla Alida Johanna Niemans (Amsterdam, 27 september 1927 – Den Haag, 31 oktober 1959), was een Nederlandse prostituee die door een onbekende werd vermoord.
De moord op Blonde Dolly deed veel stof opwaaien. De vrouw leidde een dubbelleven, waarbij elk detail over haar leven dat in 1959 de media haalde voor een schok zorgde. Zo ontving ze 's avonds klanten achter het raam, maar verkeerde ze overdag in de betere kringen als model en voordrachtkunstenares. Haar prostitutiewerk was van een hoog emancipatoir niveau. Zo werkte Blonde Dolly zonder pooier en kocht zij in 1948 haar eigen peespand (Nieuwe Haven 498, Den Haag), later gevolgd door nog meer onroerend goed. In haar pand aan de Nieuwe Haven zou zij 2 november 1959 dood op bed worden gevonden.
Gevreesd was haar blauwe agenda. Deze zou een handvol namen van hooggeplaatste vaste klanten bevatten. De politie weigerde het notitieboekje vrij te geven. Hierdoor ontstonden er geruchten dat een van deze hooggeplaatste personen bij haar moord betrokken zou zijn. Volgens de politicus Hans Gualthérie van Weezel wist zijn vader, de Haagse politiecommissaris Jan Gualthérie van Weezel, wie de moord gepleegd had. Gualthérie van Weezel sr. zou thuis een dossier over de zaak bewaren, met de instructie dit na zijn dood te vernietigen. Alvorens deze instructie uit te voeren zou Gualthérie van Weezel jr. de naam van de dader in het dossier hebben gelezen.
Het leven en de dood van Blonde Dolly werd verwerkt in de roman Moord op Zwarte Martha (1962) van Michel Dubois, en werd verbeeld in de film Blonde Dolly (1987) van regisseur Gerrit van Elst. Blonde Dolly ligt begraven op de begraafplaats Westduin in Den Haag-Zuid. In 2019 verscheen Blonde Dolly van Tomas Ross met nieuwe details over de moord.

## Externe links

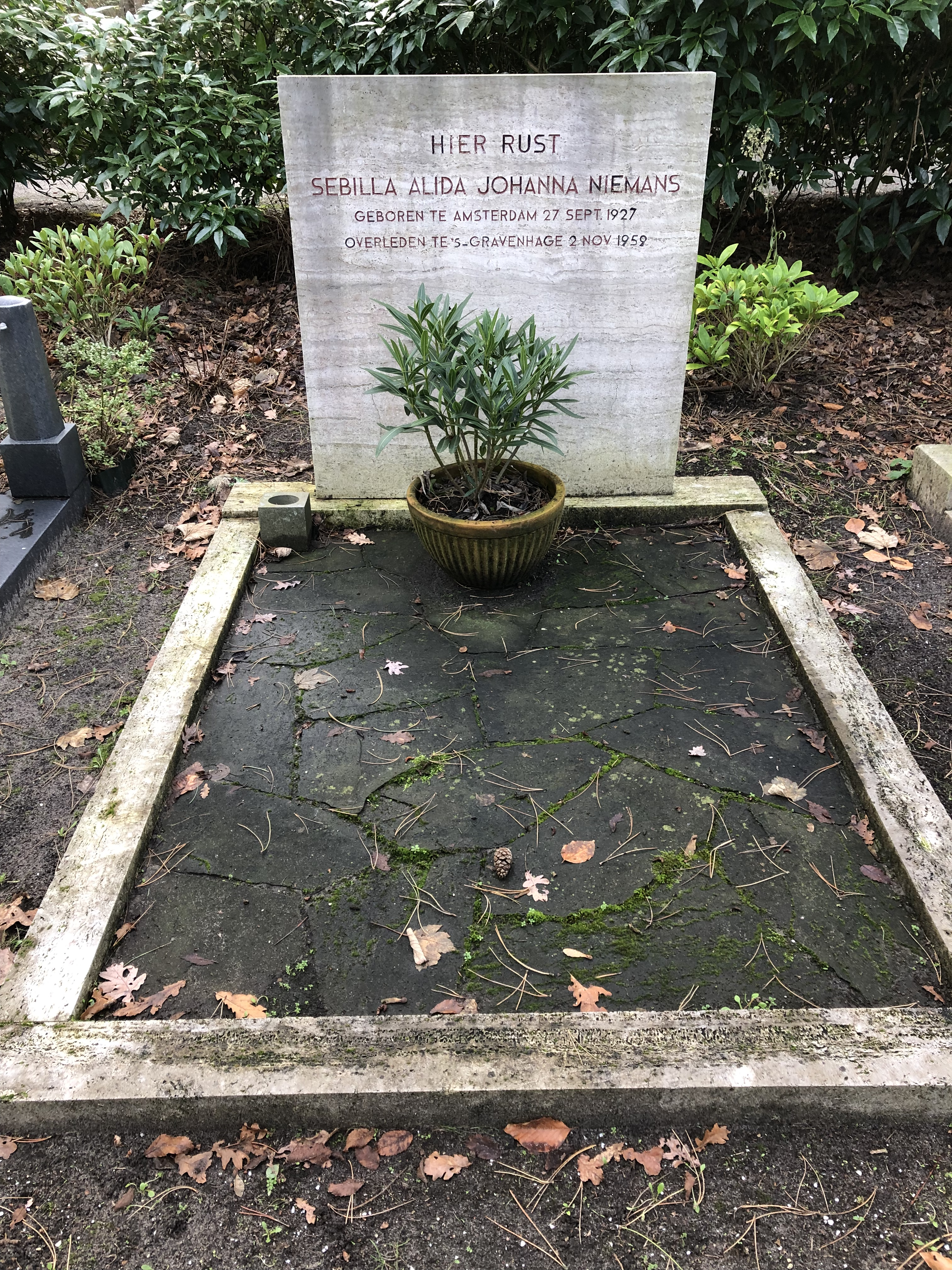
Graf van Sebilla Niemans, bijgenaamd Blonde Dolly, Begraafplaats Westduin, Den Haag